# Saginaw County
Saginaw County är ett administrativt område i delstaten Michigan, USA. År 2010 hade countyt 200 169 invånare. Den administrativa huvudorten (county seat) är Saginaw. 

## Geografi
Enligt United States Census Bureau har countyt en total area på 2 113 km². 2 095 km² av den arean är land och 18 km² är vatten.   

### Angränsande countyn
- Bay County - nordost
- Midland County - nordväst
- Tuscola County - öst
- Gratiot County - väst
- Genesee County - sydost
- Shiawassee County - söder
- Clinton County - sydväst